# 10878 Моріяма
10878 Моріяма (10878 Moriyama) — астероїд головного поясу, відкритий 3 листопада 1996 року.
Тіссеранів параметр щодо Юпітера — 3,439.